# تشارلي أتكينسون
تشارلي أتكينسون (بالإنجليزية: Charlie Atkinson)‏ (17 ديسمبر 1932 في المملكة المتحدة - 25 نوفمبر 2010 في المملكة المتحدة) هو لاعب كرة قدم بريطاني في مركز نصف الجناح. لعب مع برادفورد سيتي وهال سيتي ونادي برادفورد بارك أفنيو.

## وصلات خارجية
- تشارلي أتكينسون على موقع قاعدة بيانات كرة القدم.إي يو (الإنجليزية)